# Washington Park (Carolina del Nord)
Washington Park és una població dels Estats Units a l'estat de Carolina del Nord. Segons el cens del 2008 tenia 453 habitants.

## Demografia
Segons el cens del 2000, Washington Park tenia 440 habitants, 203 habitatges i 133 famílies. La densitat de població era de 653,4 habitants per km².
Dels 203 habitatges en un 22,7% hi vivien nens de menys de 18 anys, en un 57,1% hi vivien parelles casades, en un 7,4% dones solteres, i en un 34% no eren unitats familiars. En el 31% dels habitatges hi vivien persones soles el 18,7% de les quals corresponia a persones de 65 anys o més que vivien soles. El nombre mitjà de persones vivint en cada habitatge era de 2,17 i el nombre mitjà de persones que vivien en cada família era de 2,69.
Per edats la població es repartia de la següent manera: un 20% tenia menys de 18 anys, un 5,2% entre 18 i 24, un 24,3% entre 25 i 44, un 29,3% de 45 a 60 i un 21,1% 65 anys o més.
L'edat mediana era de 46 anys. Per cada 100 dones de 18 o més anys hi havia 81,4 homes.
La renda mediana per habitatge era de 45.972 $ i la renda mediana per família de 68.750 $. Els homes tenien una renda mediana de 48.750 $ mentre que les dones 26.667 $. La renda per capita de la població era de 31.929 $. Entorn del 2,9% de les famílies i el 4,8% de la població estaven per davall del llindar de pobresa.

## Poblacions més properes
El següent diagrama mostra les poblacions més properes.